# 菊池五山
菊池五山（きくち・ござん、明和6年（1769年） - 嘉永2年6月27日（1849年8月15日））は、江戸時代後期の漢詩人。名は桐孫（まさひこ）、字を無絃、通称を左太夫という。号として五山のほか娯庵と称した。曾祖父の菊池半隠の頃から高松藩の儒官として仕える家柄である。菊池寛は五山の傍系の子孫という。

## 生涯
讃岐国高松に生まれ、10歳の時に父の菊池室山から詩を学ぶ。若くから昌平黌の柴野栗山に学び、また詩人のサークルである江湖社に参加し「続吉原詞」や「深川竹枝」などの詩作によってその才名を広く知られるようになる。寛政12年（1800年）に「自造の罪」によって江戸を離れて数年間は関西に滞在する。文化年間の中頃に江戸に帰り、『五山堂詩話』を文政年間にかけて続々と刊行し、その漢詩の批評文によって関東や中部地方の詩壇を掌握するに至る。晩年まで本郷一丁目近辺に住居を構え、門弟に詩を教えながら生計を立てた。
その詩風は若い頃の繊細優美なものから、中年以降は平明・華麗・重厚さを帯びたものへと変化してはいるが、江戸の市井の生活を詠んだ風物詩に優れた作が多いことがその特徴とされる。
五山の大きな役割は、漢詩を批評し合うサロン、当時の知識人や文人たちの情報を伝達するジャーナリズムをつくり出したことにある。『五山堂詩話』に名前が載ると詩人として一人前と認められるという風潮さえ生まれ、礼金の額によって批評の軽重を変えるとの誹りを受けたこともあるが、その批評の権威と影響力の大きさは、フランスの文壇におけるサント＝ブーヴにも例えられる。墓所は練馬区広徳寺。